# Arsenije III Crnojević
Arsenije III Crnojević, en serbe cyrillique Арсеније III Црнојевић (né en 1633 à Bajice, près de Cetinje, Monténégro - mort le 27 octobre 1706 à Vienne), fut patriarche de Serbie de 1674 à 1691 et métropolite de Sentandreja de 1691 jusqu'à sa mort en 1706.

## Origines
Arsenije III est né près de Cetinje au Monténégro. Il orthographiait lui-même son nom sous la forme Crnojević, le même nom que celui de la dynastie des Crnojević, qui régna sur le Monténégro jusqu'en 1499. En revanche, rien ne montre qu'il soit affilié à cette famille. Son nom fut ensuite transformé en Čarnojević, nom sous lequel il est connu aujourd'hui.

## Débuts

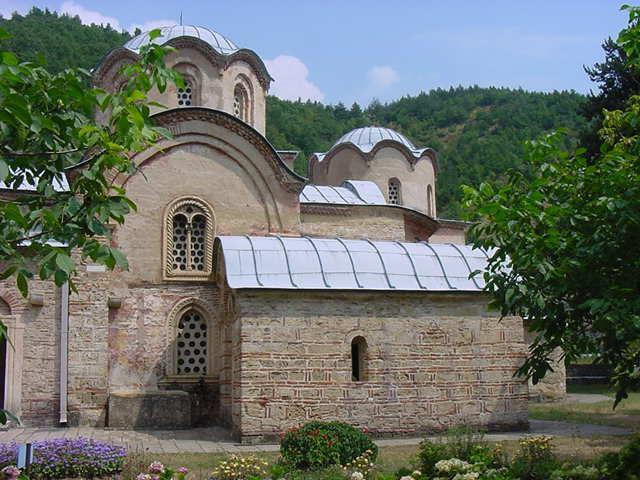
Le Monastère patriarcal de Peć

On ne connaît pas la date à laquelle il prononça ses vœux monastiques ; en revanche, il est entré au monastère du patriarcat de Peć (en serbe : Pećka Patrijaršija), le siège du patriarcat de Serbie, au moment où Maxim Ier, en était le patriarche. Arsenije le décrivit plus tard comme son « père et professeur »[réf. nécessaire]. En 1665, Arsenije devint l'abbé de ce monastère et, en 1669, il fut promu au rang d'évêque, avec le titre de métropolite de Hvosno, ce qui faisait de lui un des conseillers personnels du patriarche et un successeur éventuel au trône patriarcal. De fait, en 1674, le patriarche Maksim tomba malade et démissionna et Arsenije, alors âgé de trente-neuf ans, fut désigné pour lui succéder[réf. nécessaire].
En tant que patriarche, la première mission d'Arsenije fut de voyager pour rencontrer ses ouailles. De 1674 à 1680, il se rendit en Bosnie, puis en Syrmie et jusque dans l'actuelle Serbie centrale. En 1682, il embarqua pour se rendre en pèlerinage au Saint Sépulcre à Jérusalem. Arsenije III Crnojević mentionne ce voyage dans son journal[réf. nécessaire].

## Guerre contre les Ottomans

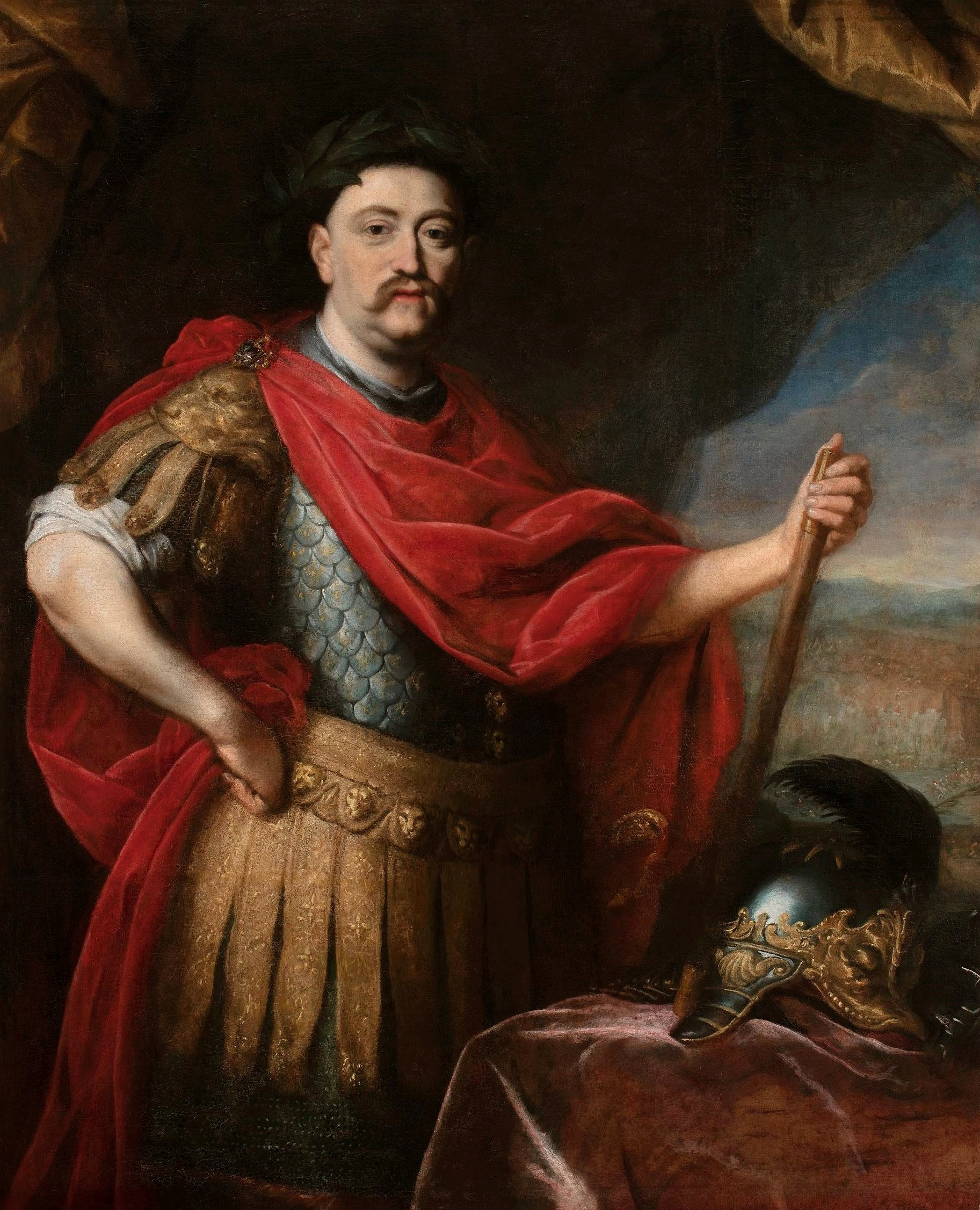
Jean III Sobieski

Après son retour, en 1683, Arsenije III se trouvait au monastère de Nikolje lorsqu'il apprit l'issue de la bataille de Vienne (12 septembre 1683). Cette bataille avait affronté les troupes de l'Empire ottoman, commandées par Kara Mustafa, aux troupes de la Sainte Ligue, placées sous les ordres de Jean III Sobieski. Ce combat mettait fin à deux mois de siège devant Vienne et contraignit les Ottomans à battre en retraite. Une note rapporte la joie d'Arsenije à cette nouvelle[réf. nécessaire].
Tandis que la guerre se rapprochait et que les Serbes de Dalmatie, d'Herzégovine et de Boka Kotorska prenaient déjà les armes, Arsenije III poursuivit ses visites pastorales en Slavonie, tout en nouant des liens secrets avec la république de Venise et l'archiduché d'Autriche.
Les armées ottomanes se livraient au pillage. De 1687 à 1689, le pacha Jegen Osman pilla un vaste secteur, de Belgrade à Ohrid et de Sofia à Peć. Ses troupes parvinrent à s'emparer du trésor du patriarcat de Peć et Jegen Osman captura Arsenije III, qui fut libéré contre une rançon de 10 000 thalers[réf. nécessaire].
Arsenije prit alors contact avec Pierre Ier de Russie, pour lui demander de le reconnaître comme le chef des Serbes, mais les Autrichiens mirent fin à ces pourparlers. Face à la menace ottomane, Arsenije se réfugia à Nikšić, puis à Cetinje, qui était déjà aux mains des troupes de Venise. Il prêta serment d'allégeance au doge. Les Habsbourg, de leur côté, était prêts à désigner un patriarche plus obéissant[réf. nécessaire].

## Sous les Habsbourg

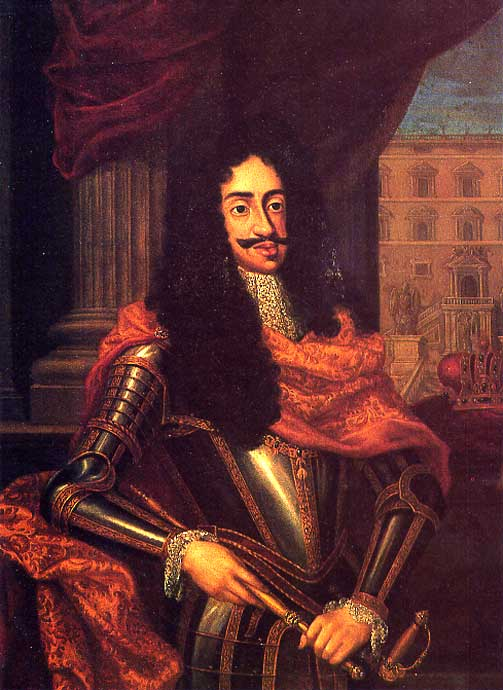
Léopold Ier

En 1688, l'armée des Habsbourg s'empara de Belgrade et pénétra dans l'actuel territoire de la Serbie centrale. Louis-Guillaume Ier de Bade fit appel à Arsenije III pour qu'il lève des armes contre les Turcs. Le patriarche accepta et rentra à Peć, momentanément libéré. Léopold Ier anoblit Arsenije et lui conféra le titre de duc. Début novembre 1688, Arsenije III rencontra le commandant en chef de l'armée autrichienne Piccolomini à Prizren. À la suite de cet entretien, il envoya une lettre à tous les évêques serbes pour les inviter à le rejoindre et à collaborer avec les forces des Habsbourg[réf. nécessaire].
Au tournant de 1689 et 1690, les Ottomans firent une avancée en Serbie. Arsenije se replia vers le nord avec l'armée autrichienne et entre 60 000 et 70 000 Serbes ; cet épisode fut plus tard appelé la grande migration des Serbes. En avril, Léopold Ier publia sa Lettre d'invitation, dans laquelle il conviait les Serbes et les autres nations des Balkans à rejoindre les terres des Habsbourg. Face à cette proposition, Arsenije III organisa un grand rassemblement religieux et national à Belgrade, connu en serbe sous le nom de Beogradski sabor ; la réunion eut lieu le 18 juin 1690 et l'assemblée décida de faire de Léopold le roi de Serbie et de poursuivre la guerre contre les Ottomans ; on demandait seulement à Vienne des conditions claires[réf. nécessaire].
Le 21 août 1690 Leopold Ier fit paraître son premier Chapitre sur les privilèges, dans lequel il reconnaissait les Serbes comme formant un corpus separtum, une « entité séparée » au sein de l'empire des Habsbourg ; ce corps séparé était placé sous l'autorité de l'Église orthodoxe serbe. Le 29 septembre 1690, les Serbes, conduits par Arsenije III, traversèrent la Save et le Danube. Poursuivis par les troupes ottomanes, ils poursuivirent leur route jusqu'à Buda et Szentendre. Cette migration eut pour effet d'accroître l'importance de la population serbe dans la plaine pannonienne. Les privilèges accordés aux Serbes servirent de base légale à la création de la Voïvodine de Serbie au XIXe siècle[réf. nécessaire].
Peu après l'installation des nouveaux arrivants, Arsenije III apprit que l'Église catholique romaine tentait de convertir les Serbes. Le 11 décembre 1690, l'empereur d'Autriche publia un Acte de protection pour les Serbes et leur religion. Dans les années suivantes, Arsenije III parcourut le territoire des Habsbourg, le royaume de Hongrie, la Croatie et la Slavonie, militant en faveur de l'acte qui interdisait les conversions forcées, ordonnant de nouveaux prêtres et organisant l'Église orthodoxe serbe.

## Disgrâce
À la suite de l'accroissement des tensions religieuses, les dirigeants serbes se réunirent en 1694 à Banja, en Hongrie, pour demander un territoire où les Serbes pourraient s'installer définitivement. La Slavonie et la Syrmie (Srem) furent proposées. La cour de Vienne commença alors à considérer Arsenije comme une menace et se mit à promouvoir d'autres chefs parmi les Serbes.
En 1695, Arsenije III constitua sept nouveaux évêchés sur les territoires où les Serbes orthodoxes étaient peu nombreux avant la migration de 1690. Ces créations furent protégées par un acte, nouveau en son genre, puisqu'il contrevenait aux dispositions du quatrième concile de Latran, stipulant que deux évêchés ne pouvaient avoir un pouvoir juridictionnel dans la même région.
Après le traité de Karlowitz (1699), la monarchie autrichienne n'avait plus besoin de l'appui serbe et les privilèges accordés furent abandonnés les uns après les autres[réf. nécessaire]. En 1701, sur les conseils du cardinal Kolonić, les droits d'Arsenije III sur le patriarcat de Serbie furent limités aux immigrants serbes de la région de Szentendre et le patriarche fut réduit au range de métropolite de Szentendre, un titre qui ne fut jamais accepté par les Serbes[réf. nécessaire]. Arsenije reçut l'ordre de ne pas quitter sa ville. En 1703, il lui fut interdit d'utiliser son titre de patriarche.
Cependant, en 1703, la rébellion des Hongrois, sous la direction de François II Rákóczi changea la situation d'Arsenije : les Autrichiens, qui avaient de nouveau besoin de l'aide des Serbes, confirmèrent leurs privilèges. Arsenije III fut envoyé de Vienne, où il résidait, dans les régions habitées par les Serbes pour obtenir d'eux un soutien à la monarchie des Habsbourg.
Arsenije III Crnojević est mort à Vienne en 1706 ; il est enterré au monastère de Krušedol en Syrmie.